# Cartell

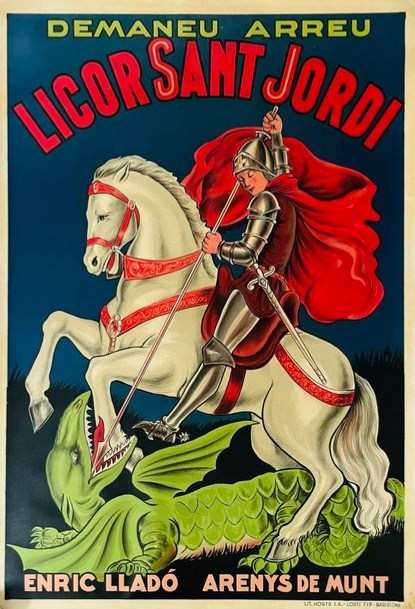
Cartell de propaganda d'una marca de licor cap al 1930

El cartell és un full manuscrit o imprès, que serveix per anunciar alguna cosa, que sovint combina imatge i text. El cartell imprès neix l'any 1870 gràcies a la tècnica de la litografia, inventada per Alois Senefelder.
Amb el cartell s'arriba fàcilment i de manera ràpida al públic, és per aquest motiu que hi ha una comunicació visual. Se'n fan en diferents àmbits: en l'àmbit polític per a eleccions i propaganda i en l'àmbit de la publicitat o de la cultura per anunciar esdeveniments, espectacles.
El pòster és l'aportació científica d’un investigador a un congrés, presentada en un format adequat per a ésser afixada. El pòster científic és un document gràfic de mida gran, que serveix per a sintetitzar els resultats d'un treball, projecte o investigació que s'està presentant davant del públic, sigui de manera directa durant un congrés o presentació, o de manera indirecta a una exposició. Són molt utilitzats per la comunitat científica, sobretot en l'àmbit de la salut, ja que resumeixen la informació de forma atractiva i ajuden a difondre-la gràcies a un disseny que barreja text, taules, gràfics, imatges, dibuixos i logos.

## Inici del cartell

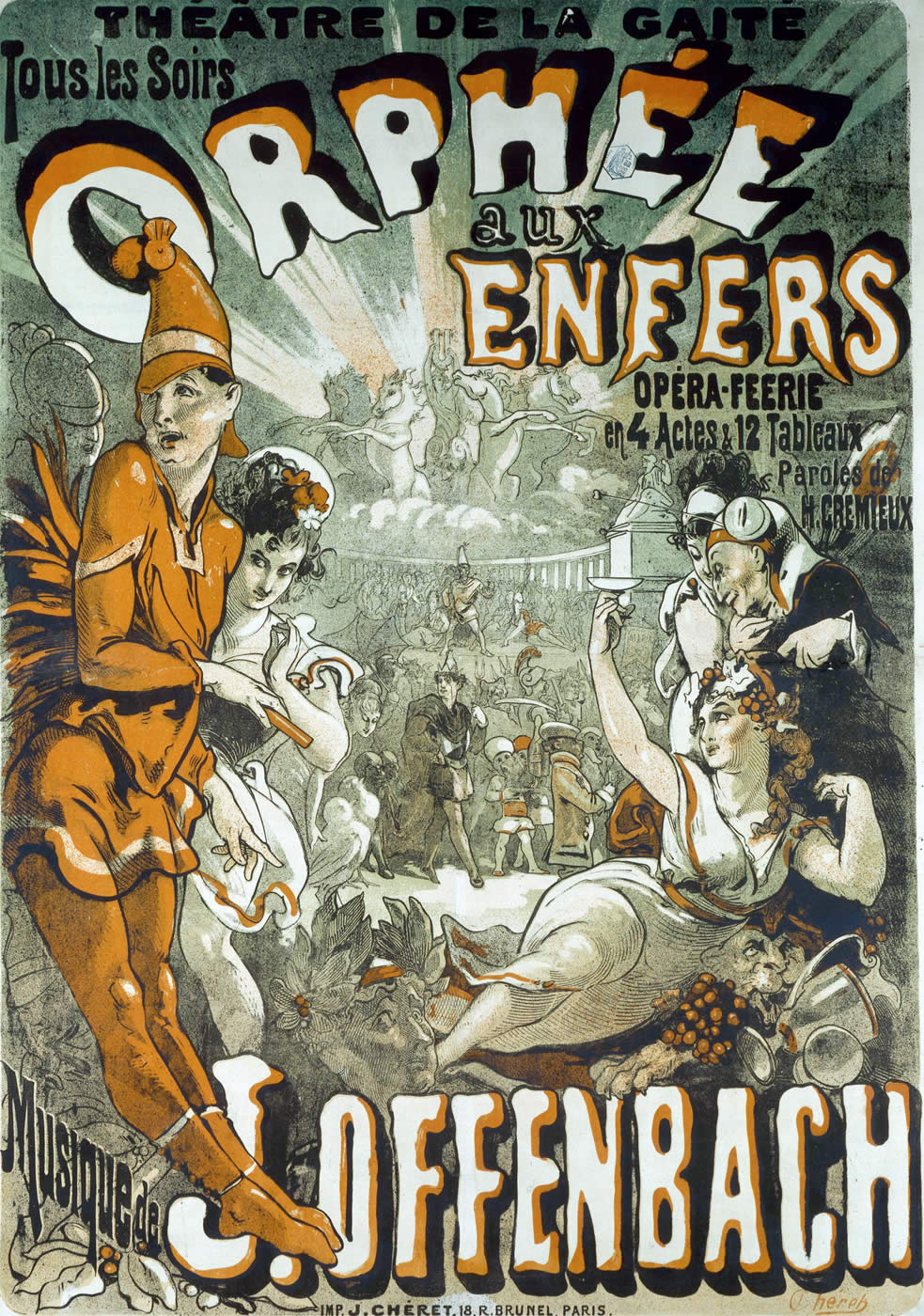
Primera cromolitografia Jules Chéret: "Orphée aux Enfers"

Des de l'antiguitat hi ha traces d'anuncis públics. El primer anunci imprès va ser una obra de William Caxton l'any 1477 a Anglaterra. A partir del segle xvii, França prohibeix col·locar anuncis al carrer sense permís. El 1715 apareix una pintura que anunciava para-sols plegables i l'any 1800, la marca de cerveses Bonne Bierre de Mars, representa una parella de joves que beuen. Aquests dos exemplars trobats a França no seran considerats cartells, perquè la grandària d'aquests era inferior a la pàgina d'un llibre imprès. L'any 1798, Alois Senefelder, procedent d'Àustria inventa una nova tècnica anomenada litografia. A partir d'aquesta tècnica, des de l'any 1837 es desenvolupa la cromolitografia. Consisteix a dibuixar figures sobre una pedra la qual serà la matriu amb un llapis gras. Després es tractarà la làmina litogràfica amb un àcid que s'haurà d'humitejar i seguidament s'entintarà la matriu amb un rodet que pot ser de cuir o de goma. El greix de la tinta farà que aquesta només s'adhereixi a les línies dibuixades amb el llapis. Finalment, la tinta que s'ha adherit al patró s'imprimeix en el full de paper. Cada color requeria una matriu diferent. Gràcies a la cromolitografia serà possible utilitzar molts colors, amb tons brillants i més matisos i sobretot de manera més ràpida. El 1848 ja era possible imprimir fulls i deu anys més tard, el 1858, Jules Chéret farà la seva primera litografia en color: un anonci de l'òpera bufa Orphée aux Enfers. Després de viure set anys a Anglaterra, Chéret va tornar a Paris on va començar produir cartells litografiats
Chéret tenia la seva pròpia premsa per fer litografies. N'és un exemple el cartell Bal Valentino (1869). Els cartells de Chéret mostraven un disseny renovador. A més, va començar a donar un cert dinamisme envoltant el contorn de les figures. A part de Jules Chéret, durant el segle xx hi ha altres cartellistes de renom com ara Henri de Tolouse-Lautrec amb la tècnica del llapis gras sobre la planxa litogràfica, Cassandre amb el cartell “Au Bûcheron” (1923), Lissitzky i el fotomuntatge o l'Escola d'Art i Arquitectura (Bauhaus) fundada a Alemanya el 1919.

## Desenvolupament del cartell[7][8]
La tècnica litogràfica va ser inventat per Alois Senefelder. Com a músic bohemi, Senefelder no podia permetre's els costos elevats de les partitures musicals, i sense ni tan sols adonar-se va crear una nova tècnica efectiva a un cost assequible. Així doncs, a mitjan segle xix s'expandia a través d'Europa una nova possibilitat artística, la qual, va inspirar artistes avui reconeguts com Delacroix, Goya o Gericault. La principal diferència de la litografia amb les tècniques existents, és la possibilitat d'elaborar l'art en solitari, sense la col·laboració de cap especialista, i sense la necessitat d'aprendre l'ofici d'estampació complex i costos.
La litografia va permetre que artistes i aficionats reproduïssin obres o documents sense intermediari, el que va facilitar el cartell comercial.

### El pare del cartell
S'atribueix a Jules Chéret (1836-1933) la invenció del Cartell. Coneixia perfectament la tècnica de la litografia, fet que li va permetre inundar els barris de la seva ciutat, París, amb una gran varietat de cartells l'any 1886.
Segons Chéret, el cartell no tenia per què simbolitzar simplement una acció publicitària, per a ell representaven art en forma de mural. Ell dibuixava i dissenyava directament sobre la pedra litogràfica, recalcant l'essència i el caràcter de la tècnica.
Va saber trobar el lloc més idoni per les seves obres d'art, el carrer. Tot combinant la tècnica i la interpretació tradicional del gran art mural, els cartells de Chéret donaven sentit a l'idioma popular, el del poble.

### La Belle Epoque
Durant el 1890, en plena "Belle Epoque" a França, l'afició pel cartell estava en plena floració. El 1891, el primer cartell de Toulouse-Lautrec, "Moulin Rouge", va elevar l'estat del cartell a la categoria d'art. Les exposicions, els expositors i els distribuïdors del cartell van proliferar, satisfent la demanda del públic pel cartell. Al començament de la dècada, el distribuïdor parisenc pioner Sagot, va numerar 2200 cartells al seu catàleg de vendes.
El 1894, Alphonse Mucha (1860-1939), un funcionari txec resident en París, va crear la primera obra mestra del cartell d'Art Nouveau. L'estil florit de Mucha, neix durant la nit quan Mucha va ser pressionat per produir un cartell per a Sarah Bernhardt, la brillant actriu que havia pres París. Amb influències dels prerafaelites, i de l'art romà d'Orient, aquest estil va dominar l'escena parisenca en els deu anys següents i es convertiria en el principal moviment decoratiu internacional de l'art fins a la Primera Guerra Mundial.

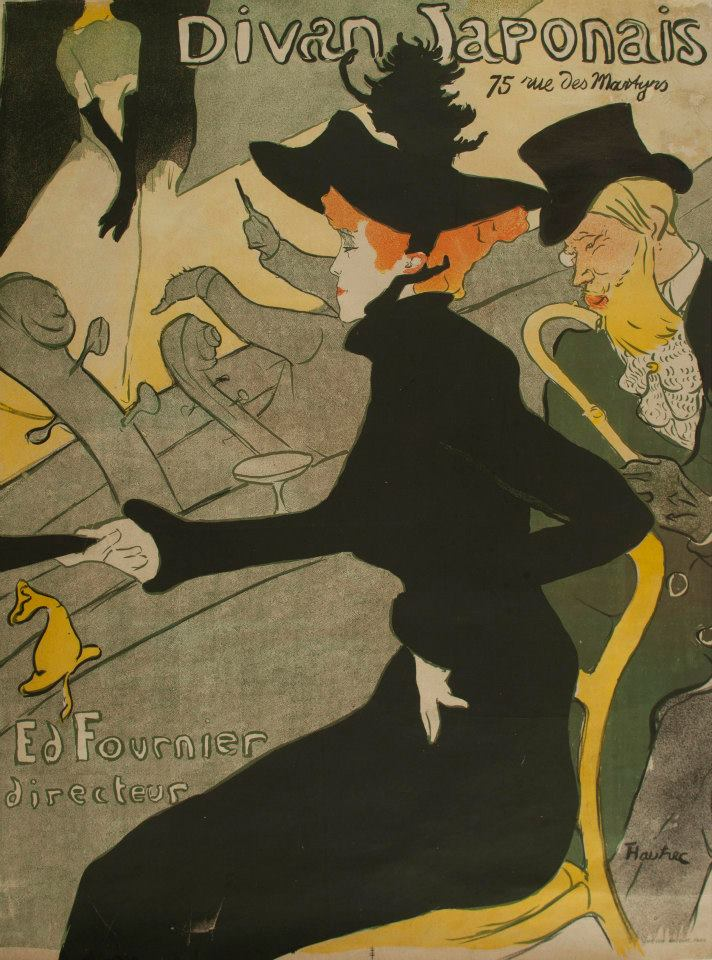
Cartell de Toulouse-Lautrec. Divan Japonais 1893

### La Belle Epoque fora de París
El cartell va anar introduint-se lentament en altres països però a partir de 1880, es va accelerar la seva popularitat. A cada país, el cartell va ser protagonista també de tots els esdeveniments culturals d'importància de la societat europea. A França, el culte del cafè (absenta i altres productes alcohòlics) era omnipresent; a Itàlia l'òpera; a Espanya les curses de toros i els festivals; en la literatura i els productes per a la llar; a les fires comercials, als diaris literaris de la Gran Bretanya i d'Amèrica i al circ.
Les primeres distribucions massives de cartells van ser dutes a terme a la Gran Bretanya i Itàlia el 1894, Alemanya en 1896, i Rússia el 1897. La més important va ser duta a terme a Reims, França el 1896 i va repartir 1.690 cartells per tot el país.
Malgrat l'encreuament amb els estils de la "Belle Epoque", els estils nacionals distintius van arribar a ser evidents. Els cartells holandesos van ser marcats per l'ordre lineal; els cartells italians pel seu drama i escala magnífica; Els alemanys per a la seva franquesa i medievalisme. La gran influència de França havia trobat un contrapès. L'estil Art Nouveau va continuar després d'acabat el segle, encara que va perdre molt del seu dinamisme amb la imitació i la repetició. La mort de Tolouse-Lautrec el 1901 i de l'abandonament de l'art del cartell per Mucha i Cheret va deixar un buit a França el nou segle. Aquest va ser omplert per un jove caricaturista italià anomenat Leonetto per l'il·lustrador Cappiello, que va arribar a París el 1898.
Influït fortament per Cheret i Tolouse-Lautrec, Cappiello va rebutjar el detall primmirat de l'Art Nouveau. Al seu lloc ell es va centrar a crear una imatge simple, sovint divertida o estranya, que captivaria immediatament l'atenció i la imaginació de l'espectador de carrer. El seu cartell de l'"Ajenjo de Maurin Quina" el 1906, diable verd pistatxo en un fons negre amb tipus de pal sec en bloc, va marcar la maduració d'un estil que dominaria art parisenc del cartell fins al primer cartell d'Art Deco de Cassandre el 1923. Aquesta capacitat de crear una identitat de la marca de fàbrica va establir Cappiello com el pare de la publicitat moderna. És autor entre altres famosos cartells, dels de Cinzano.
Mentrestant, els artistes que treballaven a l'escola de Glasgow d'Escòcia, la Secessió de Viena d'Àustria, i Deutscher Werkbund d'Alemanya també transformaven l'esperit modernista primerenc de l'Art Nouveau. Aquestes escoles van rebutjar l'ornamentació curvilínia en favor d'una estructura rectilínia i geomètrica basada en el funcionalisme.
Una conseqüència dominant d'aquests esforços modernistes era el "Plakatstil" alemany (1906 -1918), o el "Poster Style", que va ser iniciat el 1905 per Lucien Bernhard a Berlín. Per a un concurs dels cartells patrocinat pels fòsfors Preister ell va dibuixar dos grans fòsfors i va retolar la marca sobre ells en lletres netes, en negreta. La simplicitat rígida del disseny de Bernhard va guanyar la competició. Bernhard minimalitza el naturalisme i posa l'èmfasi en colors i formes planes donant amb el seu treball, el pas següent cap al modern llenguatge visual.

### Primera Guerra Mundial i la revolució bolxevic
La Primera Guerra Mundial (1914-1918) va comportar un nou paper del cartell: la propaganda. De fet, la guerra va suposar la campanya publicitària més gran fins a la data, des de recaptar diners, soldats de reclutament i alçar esforços voluntaris, a estimular la producció o provocar ultratge i atrocitats en les línies enemigues. Els EUA només, va produir prop de 2.500 dissenys i aproximadament 20 milions de cartells, gairebé un cartell per a cada 4 ciutadans en poc més de 2 anys.
Les lliçons de la brillant publicitat americana en la Gran Guerra no van ser malgastades per la Rússia bolxevic, que van donar gran importància a l'art del cartell en la guerra civil russa. Lenin i els seus seguidors demostraren ser els amos de la propaganda moderna, i el cartell es van convertir en una arma vital que seria utilitzada a través del segle XX en guerres calentes i fredes per tot arreu.

### Entre les guerres mundials: Modernisme i Art-Decó
Després de la Primera Guerra Mundial, la inspiració orgànica de l'Art Nouveau semblava inaplicable en una societat cada vegada més industrial. Les noves realitats van ser expressades millor en els moviments moderns de l'art del cubisme, Futurisme, Dadaisme i de l'expressionisme, que tindrien una influència profunda en el disseny gràfic.
A la Unió Soviètica, el moviment Constructivista va prendre el lideratge en els anys 20 amb la meta de crear una nova societat tecnològica. L'edifici en el moviment de Suprematista de Kasimir Malevich (la conseqüència russa de Cubisme i Futurisme), el Constructivisme va desenvolupar un estil d'"agitació" de la composició, marcat per les diagonals, fotomuntatges i colors primaris. Conduït per El Lissitzky, Alexander Rodchenko, Gustav Klutsis, i Stenberg, el treball dels constructivistes tindria un impacte important en disseny occidental, sobretot a través de la "Bauhaus" i del moviment de "de Stijl".
Aquest llenguatge científic del disseny va ser popularitzat en un nou moviment decoratiu internacional anomenat "ArtDeco". En aquest estil la màquina, l'energia i la velocitat es van convertir en els temes primaris. Les formes van ser simplificades i van aerodinamitzades, i els tipus de lletra corbada van ser substituïts pels llisos, angulars. L'art Deco va demostrar una varietat àmplia d'influències gràfiques, dels moviments moderns de l'art del Cubisme, de Futurisme i de Dada; als avenços del disseny de la Secessió de Viena, de Plakatstil, i del Constructivisme rus; a l'art exòtic de Pèrsia, d'Egipte, i de l'Àfrica.
El terme "ArtDeco" es deriva de l'exposició d'"Arts Decoratives" de 1925 a París, que va demostrar ser un aparador espectacular per a l'estil. A París, l'estil caricaturesc de Cappiello va portar a les imatges geomètriques, intel·lectuals d'A.M. Cassandre, que va popularitzar les tècniques de l'aerògraf per a l'aplicació del color. Els seus cartells de creuers de Normandia, de Statendam i d'Atlantique es van convertir en icones de l'edat industrial.
L'ArtDeco, com l'Art Nouveau, s'estén ràpidament a través d'Europa. Els artistes Federico Seneca i Giuseppe Riccobaldi a Itàlia, Ludwig Hohlwein a Alemanya, Pieter Hofman a Holanda, Otto Morach i Herbert Matter a Suïssa, E. McKnight Kauffer a Anglaterra, i Francisco Gali a Espanya.

### Segona Guerra Mundial i el final de la litografia de pedra

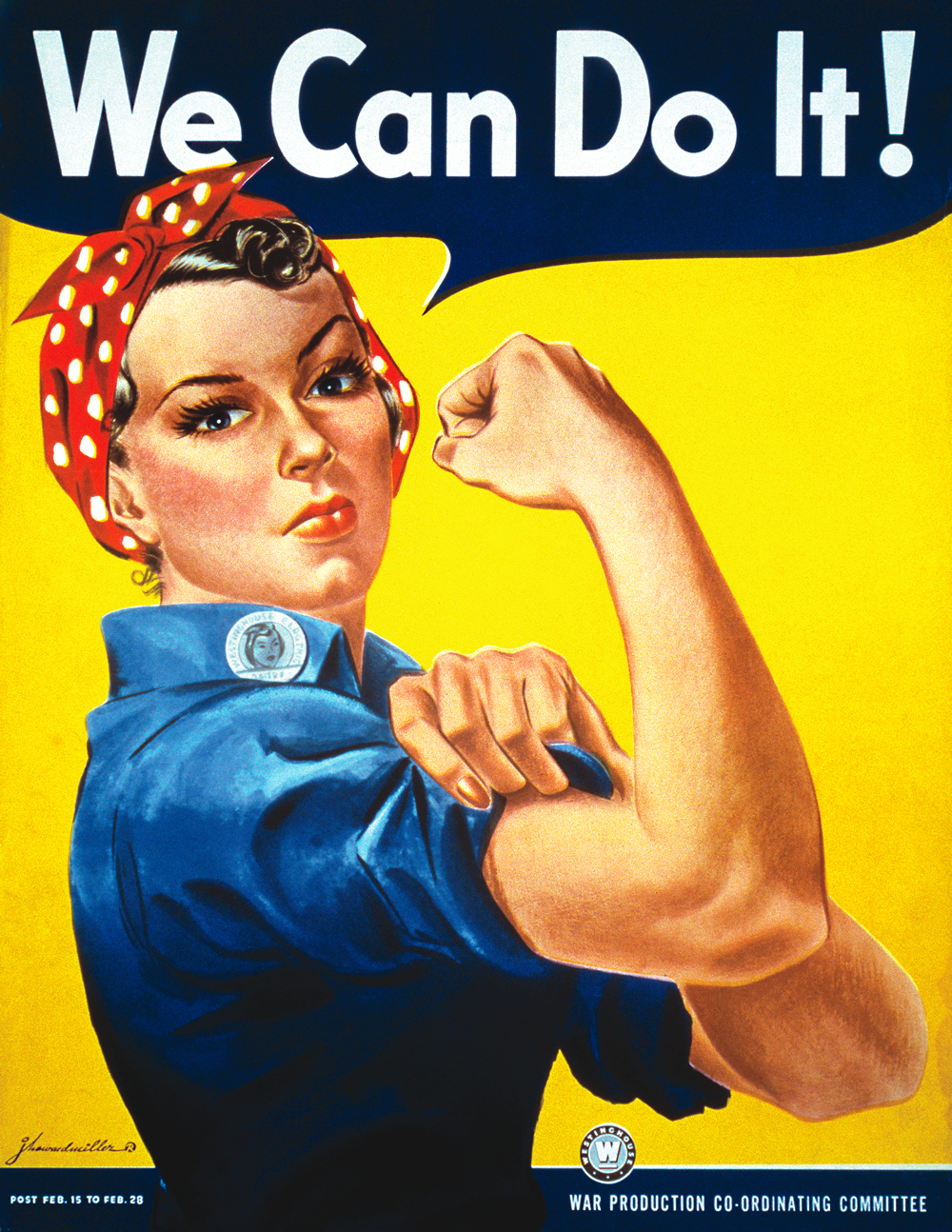
We Can Do It!, un cartell de la Segona Guerra Mundial que va esdevenir una icona dècades després

El cartell va jugar una altra vegada un paper important en la comunicació de la Segona Guerra Mundial, però va compartir el treball amb altres mitjans, principalment la ràdio i la impressió. Per aquest temps, la majoria dels cartells van ser impresos usant la tècnica d'offset, que permetia tirades grans i ràpides. L'ús de la fotografia en cartells, que va començar a la Unió Soviètica en els anys 20, va arribar a ser tan comú com la il·lustració. Després de la guerra, l'ús de cartell va declinar en la majoria dels països mentre que la televisió i el cinema es van convertir en els protagonistes de la difusió de missatges.
L'última resplendor de l'edat clàssica del cartell litogràfic va tindre lloc a Suïssa, on el govern va promoure la indústria d'impressió i l'excel·lència del cartell. L'establiment d'una mida estàndard del cartell i d'un sistema nacional del quiosc el 1914 era una ajuda addicional.
Aprofitant el sentit suís de la precisió, de l'estil que es va desenvolupar durant la Segona Guerra Mundial i els primers anys 50 a Basilea eren el "Sachplakat", o de l'"Object Poster Style". Convertint la fabricació d'objectes diaris en icones gegants, les seves arrels van de nou al Plakatstil de Lucian Bernhard i el moviment surrealista. L'elegància visual va ser aparellada sovint per humor plàcid. Amb el final de la impressió litogràfica en els anys 50, Leupin, Brun i els altres artistes de Basilea Sachplakat van donar tornada en un estil divertit menys confiat sobre els rics colors i textures de la impressió litogràfica.

### L'ascens de l'Era de la Informació en la postguerra
La dominació de Suïssa en el camp del cartell va continuar creixent a finals dels anys 50 amb el desenvolupament d'un nou estil gràfic que tenia arrels en la Bauhaus. A causa de la seva confiança forta en elements tipogràfics en blanc i negre, el nou estil va ser conegut com l'estil tipogràfic internacional. Refinat a les escoles del disseny a Zúric i Basilea, l'estil va utilitzar una reixeta matemàtica, regles gràfiques determinants i una fotografia en blanc i negre per proporcionar una estructura clara i lògica. Es va convertir en l'estil gràfic predominant del disseny al món en els 70, i continua exercint la seva influència avui.
El nou estil va encaixar perfectament al mercat de la postguerra cada vegada més global. El problema suís de la llengua (tres idiomes importants en un país petit) es va convertir en un problema mundial, i allà era una necessitat forta de la claredat en paraula i símbol. Les corporacions van necessitar la identificació internacional, i esdeveniments globals tals com les Olimpíades requerien solucions universals que l'estil tipogràfic podria proporcionar.
En el mateix temps, un acostament relaxat i més intuïtiu va prendre importància en diversos països, el més notable als EUA i Polònia. Philip Meggs utilitza la imatge conceptual del terme del paraigua per descriure un nou estil de la il·lustració, un que va demanar lliurement de Surrealisme, d'art pop i d'expressionisme. Un exemple famós era el farcit de registre 1967 de l'àlbum de Bob Dylan de Milton Glaser. Glaser va cristal·litzar el missatge contracultural del músic retratant els seus cabells llargs com un arc de Sant Martí ric colors que s'agiten en suaus traços corbs. (el cartell de Glaser anticiparia una moda psicodèlica breu però espectacular del cartell als Estats Units, que van recordar els excessos florals de l'Art Nouveau, les imatges diferides que premien l'Op-Art, i les juxtaposicions estranyes de Surrealisme).
Altres mestres de la imatge conceptual inclouen a Armant Testa a Itàlia, Gunter Rambow a Alemanya, i Nicolas Troxler a Suïssa.

### Pioners del cartellisme[9]
| Ramon Casas (1866-1932)               | Va ser el pare del cartell a Catalunya. Casas era un bon pintor i dibuixant de l'època modernista. La seva pintura estava influenciada per un altre dibuixant famós de l'època, Henri de Tolouse-Lautrec. Una de les seves obres principals era Au Moulin de la Galette. |
| Jules Chéret (1836-1933)              | És considerat el pare del cartell. Va començar a realitzar cartells litogràfics a París amb la seva pròpia premsa. |
| Henri de Toulouse-Lautrec (1864-1901) | Conegut com “el geni del cartell”. Seguia l'estil de Chéret per descriure les vides de la gent bohèmia dels carrers de París durant la Belle Epoque, així doncs, va utilitzar el cartell per expressar la seva experiència de vida. El seu estil de cartells eren caricatòrics, irònics i satírics, seguia línies simples i formes senzilles. Considerava a Chéret com el seu mestre, ja que el seu estil de cartells és una ampliació del seu “mestre”. |
| Alfons Mucha (1860-1939)              | Des de jove li interessava la pintura. La seva primera feina va ser de pintura decorativa, però el 1879 es va mudar a Viena allà el Comte Kart Khuen de Mikulov el va contractar per treballar per ell, en quedà tan satisfet que li va subvencionar els estudis a l'Escola de Belles Arts de Múnic. |
| Alexandre de Riquer (1856-1920)       | Reconegut durant l'època del modernisme. Era estudiant de Belles Arts a Barcelona i el seu primer cartell va ser per a una exposició d'allà mateix. S'influenciava sobretot per Alphons Mucha, tot i que adaptava el seu estil a la seva manera pròpia. La seva principal obra era Salón Pedal, 1899. |
| Leonetto Cappiello (1875-1942)        | Va ser un cartellista italià, també conegut com a “pare de la publicitat moderna”. Utilitzava una tècnica diferent dels altres, jugava amb el contrast amb fons negres. |
| Lucian Bernhard (1833-1972)           | Va ser un dissenyador alemany. Tot i que va estudiar a Múnic, va treballar com a dissenyador i director d'art a revistes importants de Berlín el 1901, i posteriorment en va mudar a Nova York, on va treballar a un estudia com a dissenyador d'interiors i artista gràfic. Tot i això, la seva feina principal la va començar més tard, es va dedicar a la pintura i a l'escultura fins que va morir.                                                  |

## Història del cartell a Espanya[10]A finals del segle XX
Exceptuant algunes iniciatives privades del començament del segle xx, els inicis del cartell, pròpiament dit, es remunten a finals del mateix segle, de fet, el cartell imprès és, en realitat, tan antic com la mateixa impremta. Els cartells han estat, des de la seva aparició, els encarregats de reflectir l'activitat social, econòmica, política, demogràfica i històrica. Els cartells, doncs, són interessants o reveladors per raons antropòlogues, artístiques, socials o polítiques. A l'inici, la majoria de cartells eren d'autor anònim, el que comporta que no firmays, datats i no tenien títol.
Els cartells han plasmat els fets més rellevants de la història d'Espanya. El primer cartell castellà del qual tenim constància s'ha fet l'any 1737 i s'hi anuncia una cursa de braus a la ciutat de Madrid és d'un autor desconegut. El primer cartell signat és fet per l'empresa Chocolates Matías López i, es remunta, a l'any 1871, i el seu autor és Francisco Ortego Vereda. Davant això, l'any 1895 apareix el primer cartell modernista sota el nom d'Alexandre de Riquer. L'any 1936 hi esdevenen les eleccions generals d'Espanya amb les quals apareixen els primers cartells de propaganda electoral. Al mateix any, 1936, surt un primer cartell sobre Guerra civil espanyola. L'any 1955, després que el país es recuperi econòmicament d'una crisi sorgida per la Guerra Civil espanyola la ràdio esdevé un concurrent.

### Any 1860 aproximadament: Primeres manifestacions del cartell
Al voltant dels anys 1860-1863 esdevenen les primeres manifestacions del cartell a Espanya, on predominen els cartells dirigits a anunciar curses de braus. A més, els cartells passen a tenir un format determinat, un format petit, d'orientació horitzontal i amb una tipografia estandarditzada.

### Període del 1860 i 1897: Cartell delseglexix

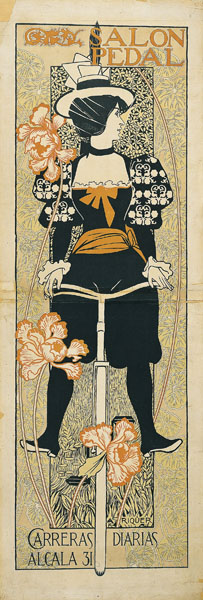
Alexandre de Riquer - Salon Pedal, 1897
(cartell publicitari)

Durant el segle XIX hi segueixen predominant els cartells de curses de baus, però apareixen els cartells d'espectacles diversos, com els del circ i els del teatre. També, sorgeixen els cartells promocionant fires, festes i transports, així, com l'aparició dels primers cartells de mercaderies. Davant d'aquesta situació i del creixement de la utilització del cartell com a mètode publicitari comencen a instaurar-se els cartells d'autors coneguts i pintors importants de l'època. Els cartells evolucionen de manera que, es passa, d'un cartell de caràcter tipogràfic al litogràfic i amb un nou format: cartells més grans i d'orientació vertical.

### Període del 1897-1916: Cartell modernista
Durant aquest període apareix el cartell modernista al nostre país de la mà de grans mestres del cartell artístic com Ramon Casas, Alexandre de Riquer, etc. En aquest nou estil hi predomina el valor plàstic i expressiu del dibuix sobre les seves funcions comunicatives, fins aleshores essencials. És el període en el qual apareixen cartells destinats a balls i espectacles, begudes, tabac, moda, medicines i publicacions diverses (contes, llibres, ex-libris, revistes, etc.). La cromolitografia domina els cartells de l'època. Durant el període modernista es fan els primers concursos de cartells.
Alexandre de Riquer (1856-1920) va ser el pioner i representant del modernisme a Espanya de la segona meitat del segle xx. És considerat un dibuixant i il·lustrador amb molta personalitat artística; escriptor i, autor de vint-i-set cartells (segons Victoria Salom). Aquest gran artista va realitzar el seu primer cartell l'any 1895, i anava destinat a anunciar una firma de fotògrafs barcelonesa (Napoleón). Riquer, en el seu primer cartell, va aconseguir portar la promoció d'una activitat tan moderna com la fotografia, al seu terreny, utilitzant una figura femenina amb una lupa entretinguda concentrant els raig de llum en un fons ple de vegetació. Aquesta representació no és única en les seves publicacions artístiques, ja que, en la majoria de les seves representacions s'hi poden observar molta decoració i guarnició, plens d'arbres i ornaments florals que recorden a l'artista Mucha i al belga Privat-Livemont. 

### Període del 1916-1936: Cartell modern
És en aquest període quan apareix el cartell modern i, obté una concepció més tècnica i comunicativa que anteriorment, per la influència de l'Art déco, del cubisme i del futurisme. Els cartells, esdevenen més clars i llegibles, gràcies a les noves tipografies, lletres més grans i de pal. La incorporació de dibuixos més esquemàtics i lineals també facilita la comprensió i donen a la representació la importància que es pretén. Davant aquesta evolució gràfica, es comencen a produir cartells de manufactures, cartells destinats al turisme, a viatges i a esports.

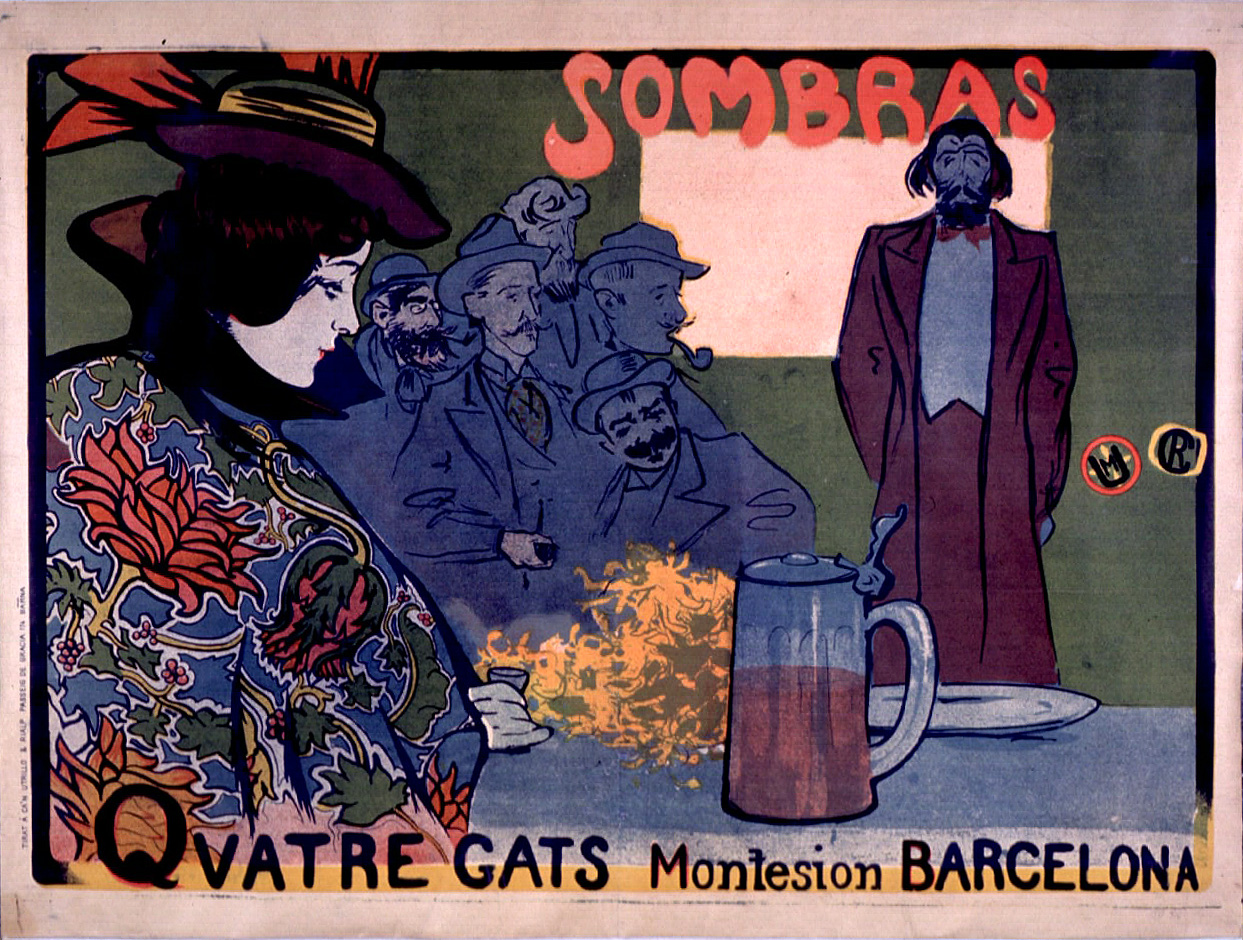
Cartell de promoció dombres xines als 4 Gats. Ramón Casas

Però, en el moment que parlem del cartell modern a Espanya, no podem oblidar un nom essencial: Ramon Casas (1866-1932). Casas és considerat un dels nostres primers artistes del cartell de la península ibèrica. Desenvolupa un estil sobri i sintètic. Va produir un total de trenta-un cartells de qualitat però, no només va ser un important cartellista, bon dibuixant i excel·lent pintor, sinó, que va aconseguir estendre la seva activitat a la fundació del cafè dels quatre gats l'any 1897.
Però una de les seves inicials intervencions com a il·lustrador de cartells va ser amb els anuncis del cafè dels Quatre Gats els anys: 1897, 1898, 1899 i, els de l'Anís del Mono. Gran part de la seva producció va obtenir un escàs interès davant les seves creacions inicials.
En aquest període, també trobem al cartellista Federico Ribas (1890-1952), considerat un gran dibuixant i publicista espanyol, innovador en les seves produccions, més obertes als nous corrents que es vivien. A partir de l'any 1916, Ribas és reconegut pels anuncis i cartells de les campanyes publicitàries que va realitzar per la indústria de perfumeria Gal i, per la que produïa un parell de dibuixos al dia. Davant això, també va obtenir encàrrecs de diverses editorials i publicacions, afegint la il·lustració d'una novel·la curta, dibuixos per diferents portades de revistes i llibres i, sent col·laborador a salons de dibuixants. S'ha de dir que va obtenir infinitats de premis i reconeixements al llarg de la seva vida.

### Període del 1936-1939: Cartell propagandístic
Al llarg d'aquest període de quatre anys, apareixen amb molta dominació els cartells de caràcter propagandístic, de caràcter polític i bèl·lic, generalment. Els missatges que reflecteixen en els cartells d'aquest tipus es radicalitzen totalment pel que fa al contingut, amb un predomini de l'extremisme ideològic, en les seves formes agressives en el to i en l'estil i, amb una clara influència avantguardista. També, trobem un tipus de cartell que desprèn una superioritat del cartell republicà sobre el cartell nacional.
En aquest període trobem un nom que sona amb molta intensitat: el cartellista i fotomontador Josep Renau (1907 – 1982). Els seus inicis van ser perquè va guanyar un concurs de cartells, celebrat per la caixa d'Estalvis i M. De P. De valència, l'any 1925. Tres anys més tard va exposar les seves obres en una exposició, fet que li va facilitar l'entrada a la realització de cartells per diferents festes populars i fires. En les seves publicacions podem parlar d'influències tant, de l'escola francesa com d'artistes russos del constructivisme. Va arribar a convertir-se en un teòric del cartell molt interessant, donant en les seves publicacions un impuls reformador que no va saber establir, havent de passar a un estil molt més convencional i neoclàssic. Una mostra dels cartells que va fer, van ser els de la independéncia de España!, hoy más que nunca VICTORIA, obreros, intelectuales, etc. Tot i els seus diferents estils que va utilitzar al llarg de la seva vida, va saber mostrar-se sempre com un mestre, demostrant que dominava tècniques modernes com l'aerògraf i el muntatge.

### Període del 1939-1961: Cartell menys propagandístic i més publicitari
Durant aquesta etapa històrica, trobem un domini del cartell de caràcter conservador i d'una temàtica folklorista persistent durant els anys quaranta i cinquanta, tot i que es conserva el seu protagonisme comunicatiu. En aquests anys, el cartell propagandístic perd protagonisme, ja que es comencen a fer servir els cartells per publicitar productes del país, introduint una imatge simpàtica com a tècnica publicitària. El cartell evoluciona cap als àmbits del turisme, fires i festes religioses, així com en els cartells taurins i cinematogràfics amb molta influència de la moda nord-americana.

### Període del 1961-1973: Cartell conceptual
Durant aquests anys el cartell perd el seu protagonisme en l'àmbit publicitari, i a més, s'introdueix un equip creatiu i un dissenyador gràfic en les empreses, deixant enrere l'artista i, creant un nou protagonisme al concepte sobre l'estil.
En aquest període podem trobar el nom de l'autor Iván Zulueta (1943-2009), considerat un cineasta molt important que confeccionava cartells i cobertes de discs. Va ser ell qui es va encarregar de confeccionar el cartell d'una pel·lícula seva titulada: un, dos, tres. Al escondite inglés, l'any 1970. Va pintar un cartell d'estil pop, molt acord amb l'etapa que es vivia, fent-hi constar el contingut de la pel·lícula. Gràcies a aquesta primera intervenció, al llarg dels anys seixanta, va realitzar més endavant, cartells per pel·lícules de Manuel Guitiérrez Aragón i per Pedro Almodóvar, en els anys vuitanta, entre altres més directors.

### Període des de 1973: Decadència del cartell
Des de 1973 arriba una etapa en què és marginat totalment com a mitjà de comunicació i, tan sols, es fa servir en àmbits com cultural, institucional o electoral i, on la seva aparició es concentra en suports exteriors com tanques publicitàries. Tot i això, a principi dels anys noranta reapareix gràcies a la insectació en el mobiliari urbà com marquesines o columnes que faciliten la introducció de nou del cartell en la societat.

### A partir de la dècada dels anys 90
A partir de la dècada dels anys noranta, el cartell és un mitjà de comunicació residual, a causa del creixement de les noves formes de comunicació: de la televisió, que ha dominat la segona meitat del segle xx, i d'internet, que ha dominat a partir del segle xxi.
Podríem dir que el cartell ha perdut el seu protagonisme en el sector de les agències de publicitat, ja que aquestes opten per mètodes més interactius. Davant aquesta circumstància, però, i tenint en compte que cada vegada són menys, són moltes les empreses del sector del comerç i de la indústria dels cosmètics i perfums, que continuen utilitzant cartells.
Avui dia, gràcies a les innovacions i a les necessitats de renovació del cartell, podem veure com el seu format ha canviat sent més gran (120 x 175 cm) que el clàssic (60 x 90 cm) i situant els cartells a l'aire lliure com en urnes, marquesines d'autobús, cabines telefòniques, papereres, etc. També s'ha apostat per a confeccionar anuncis bastant més originals, creatius i atrevits del que s'havia vist fins aleshores, sent les agències les autores d'ells, amb la intenció de cridar l'atenció en l'entorn urbà amb una idea concisa i senzilla. Podem assegurar que el cartell, com a mètode en el medi publicitari, és menys agressiu i millor acceptat per la societat.

## Història del cartell a Catalunya[12][13]

### Modernisme
Article principal: Cartellisme modernista català

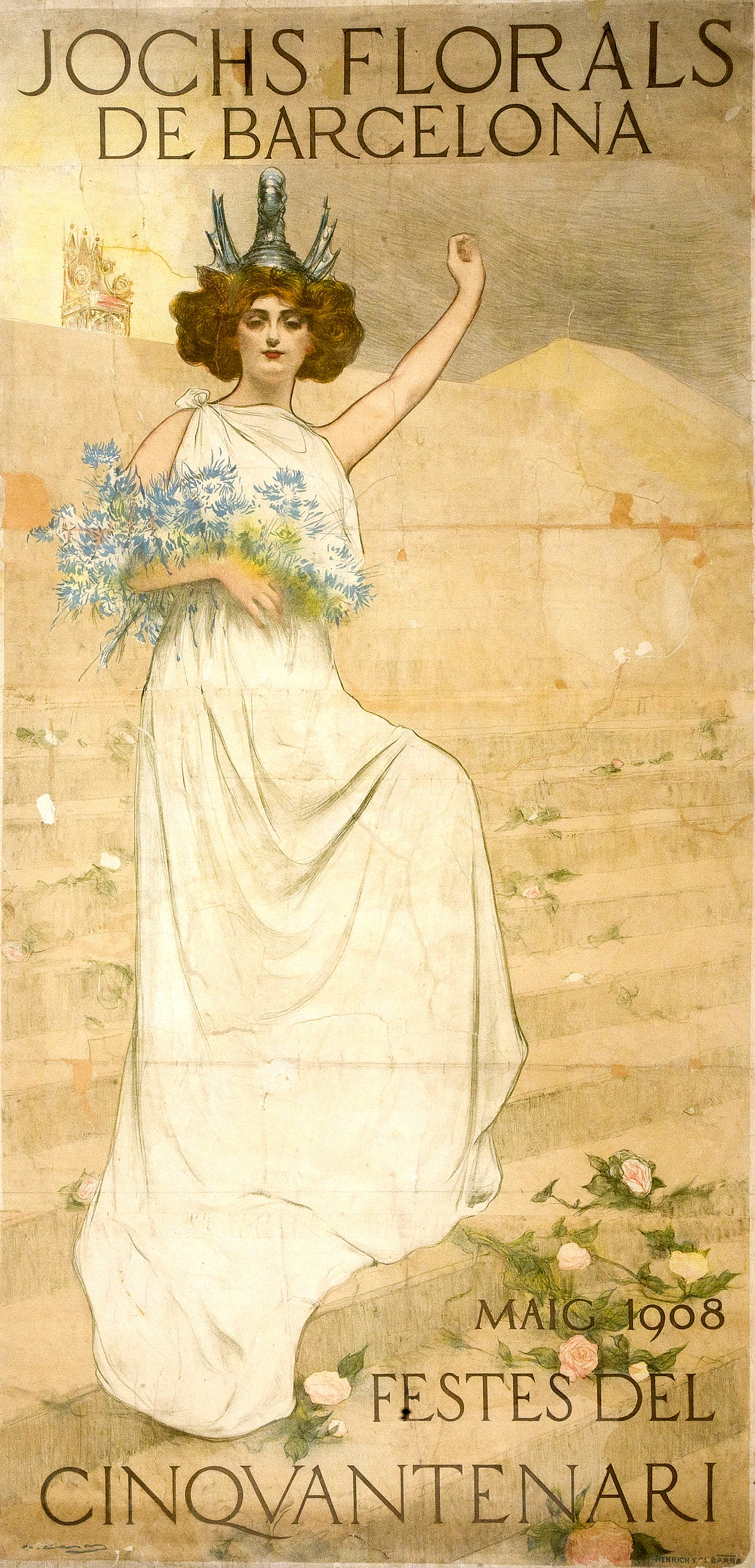
Cartell de Ramon Casas - Jocs Florals de Barcelona. Festes del Cinquantenari, maig 1908.

Els cartells catalans durant el segle xix eren poc nombrosos, fins que no va arribar la modernització d'Els Quatre Gats i el modernisme. La primera exposició de cartells es va celebrar el 1896 a la Sala Parés, però no hi va participar cap representant del país. S'hi exposaven cartells de Cherét, Lefebvre, Grasset, Toulouse-Lautrec, Puvis de Chavannes, Frain, Dudley Hardy, Beardsley, Prince, Hassall, Roberston, Fisher, Bauer i Greiffenhagen. L'exposició va tenir molt de succés i va influir en el desenvolupament del cartell a Barcelona.
A final del segle xix el fenomen cartellístic es trobava en una gran època, hi ha mantes exposicions i concursos d'empreses que desenvolupen el mitjà de publicitat. Una exposició de Cartells Nord-americans, el 1898 al Saló de La Vanguardia i finançada per Lluís Bartrina, que va donar una visió dels corrents als Estats Units, incloïa els anuncis del Harper’s Magazine. Va ser un impuls important per al cartell català publicitari.

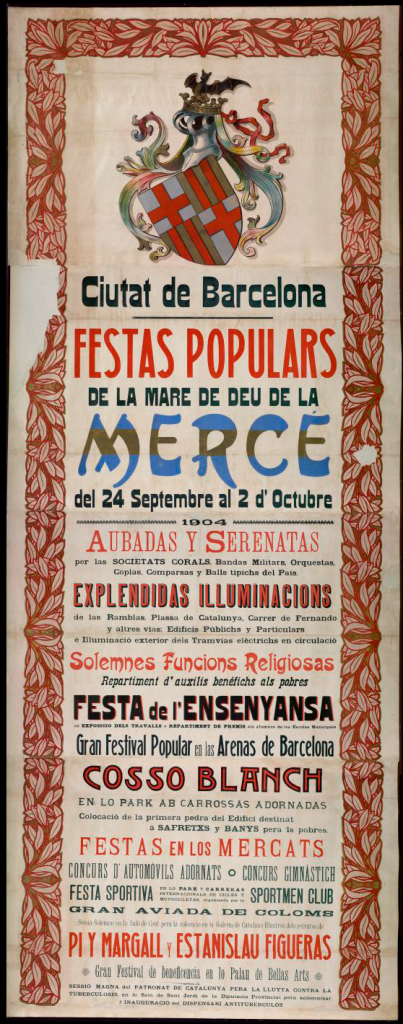
Cartell merament anunciador de les Festes de la Mercè de Barcelona l'any 1904, on preval sobretot el text per sobre de la imatge estètica.

En aquest context, l'industrial badaloní Vicenç Bosch va promoure el concurs per a l'Anís del Mono al qual es van presentar 162 projectes enllepolit pel premi en metàl·lic. Els guanyadors van ser: Ramon Casas (1r premi), Alexander de Riquer (2n premi) i Alfred Roig (3r premi).
Un altre concurs fou organitzat a Madrid per l'industrial Manuel Raventós per promocionar el xampany, Codorniu. S'hi van presentar 173 projectes. Tenia un jurat compost de pintors de prestigi. El madrileny Tubilla va guanyar el primer premi, el segon va anar a Ramon Casas, també es va reconèixer la feina de Cidón, Pichot, Llisas, Casas, Venis i Triadó amb premis suplementaris.
Els resultats de tals concursos duen Fontbona i Miralles a dir que «el cartell esdevingué un art plenament viu, el gènere gaudí d'una atenció molt especial dels grups artístics més exigents, i era valorat com una autèntica manifestació estètica nova».
L'any 1899 s'inaugura l'Ateneu de Barcelona la primera exposició de cartells catalans, una idea promoguda per Pèl & Ploma. A partir d'aquesta exposició es van començar a distingir dues tendències, una era més decorativa, que procedia de les arts & crafts angleses, que es decantava cap a l'art nouveau, liderada per Alexandre de Riquer, i l'altre era una tendència més sintètica, abstracte i colorista, que representa Ramon Casas. Aquests dos corrents volen representar una visió ideal de la societat per sentiments de felicitat i bellesa, època anomenada la Belle Époque.
En l'àmbit barceloní van seguir dues exposicions promogudes per Lluís Plandiura, actiu col·leccionista de cartells internacionals. La primera es va fer l'any 1901 al Cercle Artístic de Sant Lluc i la segona el 1903 al Reial Cercle Artístic. S'hi presentaven cartells de creadors catalans al costat d'artistes estrangers. Plandiura va oferir la seva col·lecció de 582 cartells a l'Ajuntament de Barcelona i que avui dia forma part del fons del Museu Nacional d'Art de Catalunya.

### Guerra Civil
L'esclat de la Guerra Civil espanyola va donar un impuls als creadors de cartells per a la transmissió de consignes institucionals i de propaganda política. El 1936 es crea el Sindicat de Dibuixants Professionals de Catalunya que aplega mants dibuixants. Per la seva banda, el Comisariat de propaganda edita molts cartells. Alguns d'ells han esdevingut veritables icones com el cartell Aixafem el feixisme, amb una imatge de Pere Català i Pic. Uns cartellistes coneguts d'aquesta època són: Carles Fontseré, Antoni Clavé, Josep Subirats, Lorenzo Goñi, Martí Bas i Blasi, José Luis Rey Vila, Rafael Tona, Manuel Monleón, José Luís Bardasano, i un llarg etc. Fons importants de cartells de la Guerra Civil es conserven a la CRAI Biblioteca del Pavelló de la República, a l'Arxiu Nacional de Catalunya i a la Biblioteca de Montserrat.